# Stankūnų kaimo apylinkės
Stankūnų kaimo apylinkės este o arie protejată (arie specială de conservare — SAC, sit de importanță comunitară — SCI) din Lituania întinsă pe o suprafață de 64 ha, integral pe uscat.

## Localizare
Centrul sitului Stankūnų kaimo apylinkės este situat la coordonatele 54°10′44″N 23°37′27″E / 54.1789°N 23.6242°E.

## Înființare
Situl Stankūnų kaimo apylinkės a fost declarat sit de importanță comunitară în iulie 2008 pentru a proteja 2 specii de animale. Situl a fost protejat și ca arie specială de conservare în martie 2021.

## Biodiversitate
Situată în ecoregiunea boreală, aria protejată nu include niciun habitat protejat.
La baza desemnării sitului se află mai multe specii protejate:
- amfibieni (1): buhai de baltă cu burta roșie (Bombina bombina)
- reptile (1): țestoasa de baltă (Emys orbicularis)